# Кинтерос, Паоло
Паоло Альфредо Кинтерос (исп. Paolo Alfredo Quinteros; родился 15 января 1979 года в городе Колон, Энтре-Риос, Аргентина) ― аргентино-итальянский профессиональный баскетбольный игрок. Играл в основном на позиции атакующего защитника, иногда также играл на позиции разыгрывающего защитника. Его рост составляет 1,90 метра.

## Профессиональная карьера
Кинтерос начал свою профессиональную карьеру в 1996 году в аргентинском 2-м дивизионе в клубе «Парк Сур». Затем, в 1997 году, он перешёл в команду из ТОП  Аргентинской лиги, «Ла Унион». Затем, в 2000 году, он перешёл в клуб «Эстудиантес Олаваррии». В 2002 году стал играть в составе «Трувиль Монтевидео» из Уругвайской лиги.
В 2003 году он вернулся в аргентинскую  Лигу, чтобы начать играть с «Бока Хуниорс». В 2006 году Кинтерос играл в испанском «Леон Каха» в испанском втором дивизионе. Перешёл в «Сарагосу» в 2007 году.
Кинтерос был назван самым ценным игроком Южноамериканского чемпионата в 2012 году, и самым ценным игроком Кубка Принца в 2007. Играл в испанской АСВ-лиге в сезоне 2008/2009.

## Аргентинская  национальная баскетбольная команда
Кинтерос также являлся членом мужской аргентинской национальной баскетбольной команды. В составе национальной сборной он завоевал серебряные медали на чемпионате Америки ФИБА 2005 года и чемпионате Америки ФИБА в 2007 году. Он также завоевал бронзовую медаль на летних Олимпийских играх 2008 года и на чемпионате Америки ФИБА в 2009 году.
Также выиграл золотую медаль на чемпионате Америки ФИБА в 2011 году.